# 신광순 (관료)
신광순(申光淳)은 대한민국의 관료이다. 제24대 철도청장, 제1대 한국철도공사 사장을 지냈으며 삼표E&C 부회장으로 활동했다.

## 약력
- 1949년 3월 11일 : 경기도 평택에서 출생
- 1980년 8월 6일 : 국방부 시설국 시설과 근무
- 1983년 5월 26일 : 철도청 전입
- 1999년 2월 20일 : 서울산업대학교 구조공학과 학사
- 2001년 8월 24일 : 한양대학교 산업대학원 공학석사
- 2003년 5월 2일 : 중부대학교 명예 경영학박사
- 2004년 1월 1일 : 철도청 차장으로 승진
- 2004년 10월 26일 : 철도청 청장으로 임명
- 2005년 1월 1일 : 한국철도공사 사장으로 임명